# Milovan Savić
Milovan Savić (Novi Sad, 16. lipnja 1953.), hrvatski i srbijanski atletičar. Natjecao se za Jugoslaviju.
Natjecao se na Olimpijskim igrama 1976. u utrci na 400 metara, a nastupio je u prednatjecanju. Na OI 1980. nastupio je u polufinalu utrke na 800 metara i u prednatjecanju štafetne utrke 4x 400 metara
Osvojio je broncu na europskom dvoranskom prvenstvu 1976. u utrci na 800 metara. Na Mediteranskim igrama 1975. osvojio je dvije zlatne medalje, u štafetnoj utrci 4 x 400 metara i utrci na 400 metara.
Bio je član Trećeg januara i Istre iz Pule te beogradske Crvene zvezde.